# Coperonus comptus
Coperonus comptus là một loài chân đều trong họ Munnopsidae. Loài này được Wilson miêu tả khoa học năm 1989.